# Indice di prestazione energetica per la climatizzazione invernale
L'indice di prestazione energetica per la climatizzazione invernale, o più semplicemente "indice di prestazione energetica" (in acronimo EPi), è un parametro architettonico che viene usato per valutare l'efficienza energetica di un edificio ovvero le sue prestazioni energetiche a livello termico. In particolare questo indice tiene conto del rapporto tra l'energia necessaria per portare un ambiente alla temperatura di 18 °C e la sua superficie utile o volume lordo, in caso di locali non residenziali. Per superficie utile si intende la superficie netta calpestabile dell'ambiente.
L'indice di prestazione energetica EPi esprime il consumo totale di energia primaria per il riscaldamento invernale (in regime continuo degli impianti su 24 h) riferito all'unità di superficie utile per gli immobili residenziali o di volume lordo per gli immobili non residenziali. 
L'indice di prestazione energetica EPi viene quindi espresso in kWh/m² per anno, o kWh/m³ per anno per locali non residenziali.
In merito alla recente tendenza al risparmio energetico l'Unione europea ha notificato la strada da percorrere in materia edile ai suoi paesi membri con la direttiva 2002/91/CE sul “rendimento energetico nell'edilizia” o la direttiva 2006/32/CE sull'“efficienza degli usi finali dell'energia e i servizi energetici”.
Secondo quanto stimato dalla Commissione europea, nelle famiglie dell'UE il riscaldamento e l'acqua calda da soli rappresentano il 79 % del consumo finale totale di energia.
Per adeguarsi a queste nuove disposizioni anche in Italia sono state emanate alcune leggi che stabiliscono dei valori convenzionali dell'EPi che devono essere soddisfatti nell'ambito della realizzazione di nuovi edifici. Nel particolare il decreto del Presidente della Repubblica n. 59/2009, specifica alcuni valori dell'EPi che vanno certificati in corso d'opera.
Dal 1º gennaio 2012, nel caso di offerta di trasferimento a titolo oneroso di edifici o di singole unità immobiliari, gli annunci commerciali di vendita devono riportare l'indice di prestazione energetica contenuto nell'attestato di certificazione energetica. L'obbligo deriva dall'art. 13 del D. Lgs 3 marzo 2011, n. 28 che ha apportato modificazioni al decreto legislativo 19 agosto 2005, n. 192.
L'EPi si presta infine a essere utilizzato come riferimento contrattuale nei servizi di aumento di efficienza energetica che le Energy Service Company realizzano per conto del cliente.